# Titan (mytologi)
 For alternative betydninger, se Titan. (Se også artikler, som begynder med Titan)
Titanerne var i den græske mytologi børn af Gaia og hendes søn Uranos ligesom kykloperne og de hundredarmede. Titanerne var præ-olympiske guder. Titanen Kronos kastrerede sin far og vandt derved magten, men da han avlede børn med Rhea, gentog historien sig. Børnene revolterede mod deres forældre, og titanerne kom i krig med Kronos' børn, Kroniderne. Der findes andre titaner nævnt i den græske mytologi, ofte er det børn af de oprindelige tolv.
Hvem titanerne har været, ved man ikke. Det har været foreslået, at de er et tidligere gudedynasti, der er blevet fortrængt af et nyere. Lignende historier fra Lilleasien vidner dog om, at historien om generationsslagsmålet har eksisteret andetsteds og måske har været et fast motiv i Lilleasiens og Grækenlands mytologier.

### Hesiod
Den primære kilde til beretningerne om titanerne er Hesiods værk Theogonien. Han beskriver Titanernes undfangelse således:
"..favnet af Uranos fik hun Okeanos' hvirvlende floddyb
dertil Koios og Kreios og Japetos og Hyperion,
Rhea og Rheia og Themis og næst efter dem Mnemosyne,
Foibe med gylden krans og den længselsforvoldende Tethys;
Men efter dem som den yngste kom Kronos med krogede tanker,
rædsomst af samtlige børn, og han fyldtes af had til sin fader."
Citeret fra Lene Andersens oversættelse.
De fleste andre kilder følger Hesiod ret tæt højst med små variationer: Apollodoros for eksempel har Dione som en 13. titan.

### Andre kilder
I den orfiske digtning findes der fragmenter der omtaler titanerne.

## Titanerne
De oprindelige 12 titaner.
1. Okeanos  – gift med Tethys
2. Tethys  – gift med Okeanos
3. Koios  – gift med Foibe
4. Kreios
5. Hyperion  – gift med Theia
6. Iapetos
7. Theia  – gift med Hyperion
8. Rhea  – gift med Kronos
9. Themis
10. Foibe  – gift med Koios
11. Mnemosyne
12. Kronos  – gift med Rhea

## Titanider
- Hekate
- Atlas
- Perses
- Prometheus
- Helios
- Selene
- Eos

## Astronomi
Saturn-systemet, opkaldt efter titaner:
- Saturn (planet) – Kronos (Satúrnus)
- Titan (måne)
- Tethys (måne)
- Rhea (måne)
- Hyperion (måne)
- Iapetus (måne)
- Phoebe (måne) – Foibe

Opkaldt efter titanider:
- Prometheus (måne)
- Epimetheus (måne)
- Atlas (måne)
- Telesto (måne)
- Dione (måne) Ifølge nogle kilder en okeanide.

Asteroide:
- 57 Mnemosyne

Overfladestrukturer på Venus:
- Mnemosyne Regio, Themis Regio og Tethus Regio.
- Rhea Mons og Theia Mons; bjerge.

Geologiske navne:
- Iapetushavet, Atlanterhavets forgænger (600-400 mio år siden).
- Tethyshavet, Middelhavets forgænger (245-65 mio år siden).